# Ivan Santos
Ivan Manuel Amorim dos Santos (Espinho, 22 de setembro, 1988) é um futebolista de Portugal que joga habitualmente a médio.
Foi no Boavista Futebol Clube que se estreou como profissional. No final da época 2007-2008 foi contratado pelo Sport Lisboa e Benfica, e cedido por empréstimo ao clube do nortenho. No final da época 2008-2009 com os problemas surgidos na equipa do Boavista Futebol Clube, Ivan foi emprestado ao Carregado.